# Hleiuvatka, Krîvîi Rih
Hleiuvatka (în ucraineană Глеюватка) este localitatea de reședință a comunei Hleiuvatka din raionul Krîvîi Rih, regiunea Dnipropetrovsk, Ucraina.

## Demografie
Componența lingvistică a localității Hleiuvatka
     Ucraineană (94,89%)
     Rusă (4,52%)
     Alte limbi (0,44%)
Conform recensământului din 2001, majoritatea populației localității Hleiuvatka era vorbitoare de ucraineană (94,89%), existând în minoritate și vorbitori de rusă (4,52%).